# Aslamidium
Aslamidium is een geslacht van kevers uit de familie bladkevers (Chrysomelidae).
De wetenschappelijke naam van het geslacht werd in 1984 gepubliceerd door Borowiec.

## Soorten
- Aslamidium bolivianum Borowiec & Sassi, 2001
- Aslamidium bolivianum Borowiec & Sassi, 2001
- Aslamidium capense (Herbst, 1799)
- Aslamidium coca Borowiec, 1998
- Aslamidium coca Borowiec, 1998
- Aslamidium ecuadoricum Borowiec, 1998
- Aslamidium ecuadoricum Borowiec, 1998
- Aslamidium flavomaculata Staines, 2006
- Aslamidium flavomaculata Staines, 2006
- Aslamidium formosum (Spaeth, 1907)
- Aslamidium impurum (Boheman, 1850)
- Aslamidium lepidium Staines, 2006
- Aslamidium lepidum Staines, 2006
- Aslamidium lescheni Borowiec, 1998
- Aslamidium lescheni Borowiec, 1998
- Aslamidium pichinchaensis Borowiec, 1998
- Aslamidium pinchinchanesis Borowiec, 1998
- Aslamidium quatuordecimmaculatum (Latreille, 1811)
- Aslamidium semicirculare (Olivier, 1808)
- Aslamidium strandi (Uhmann, 1930)